# Личэн (Чанчжи)
Личэн (кит. упр. 黎城, пиньинь Líchéng) — уезд городского округа Чанчжи провинции Шаньси (КНР). Название переводится как «город Ли», и восходит к названию удела, существовавшему в этих местах в древности.

## История
При империи Северная Вэй в 450 году из уезда Лучэн был выделен уезд Каньлин (刈陵县). При империи Суй в 598 году его название было изменено на Личэн. При империи Тан в 905 году из-за практики табу на имена (дядю фактического правителя страны Чжу Вэня звали Чжу Чэн) он был переименован в Литин (黎亭县), но при империи Поздняя Тан уезду было возвращено название Личэн. При империи Сун в 1072 году уезд был присоединён к уезду Лучэн, но в 1086 году воссоздан.
В 1949 году был образован Специальный район Чанчжи (长治专区), и уезд вошёл в его состав. В 1958 году Специальный район Чанчжи был переименован в Специальный район Цзиньдуннань (晋东南专区); при этом в состав уезда Личэн вошла часть территорий расформированных уездов Луань и Пиншунь. В 1960-1962 годах ранее расформированные административные единицы были воссозданы, и уезды вернулись в прежние границы.
В 1970 году Специальный район Цзиньдуннань был переименован в Округ Цзиньдуннань (晋东南地区). В 1985 году постановлением Госсовета КНР были расформированы город Чанчжи и округ Цзиньдуннань, а на их территории образованы городские округа Чанчжи и Цзиньчэн; уезд вошёл в состав городского округа Чанчжи.

## Административное деление
Уезд делится на 5 посёлков и 4 волости.